# Waldbrand bei Lübtheen 2019

Satellitenbilder des Brandes am 1. Juli 2019 um 12:20 Uhr. Die Animation zeigt ein Echtfarbenbild und ein bearbeitetes Infrarotbild, das die Brandfront in Orange darstellt.

Der Waldbrand bei Lübtheen 2019 brach während der Hitzewelle in Europa am 30. Juni 2019 in der Lübtheener Heide auf dem ehemaligen Truppenübungsplatz Lübtheen im Landkreis Ludwigslust-Parchim in Mecklenburg-Vorpommern aus. Der Brand hatte eine Ausdehnung von 944 Hektar. Der Landkreis rief den Katastrophenfall aus. Zeitweise waren mehr als 3000 Einsatzkräfte aus mehreren Bundesländern von Feuerwehren, dem Katastrophenschutz, dem Technischen Hilfswerk, der Bundeswehr, der Bundespolizei sowie der Polizei der Länder im Einsatz. Mehrere angrenzende Dörfer mit insgesamt mehr als 700 Einwohnern wurden evakuiert. Es handelte sich um den größten Waldbrand in Mecklenburg seit 1934.

## Gelände
Das Gelände des Truppenübungsplatzes Lübtheen ist aus der Nutzung durch die Wehrmacht, die NVA und die Bundeswehr hochgradig mit Munitionsaltlasten belastet. Die Kriegsmarine unterhielt dort ihr Munitions-Hauptlager. Das Lager wurde 1945 gesprengt und große Mengen an Munition verblieben zündfähig auf dem Gelände. Die Liegenschaft steht im Eigentum des Bundes und wurde 2015 als Truppenübungsplatz endgültig geschlossen. Im März 2019 hatte Umweltminister Till Backhaus ein Konzept zur Gefahrenabwehr – insbesondere gegen Waldbrände – in Abstimmung mit dem Bund vorgelegt.
Die Explosivmittel im Boden erschwerten das Löschen des Brandes erheblich. Menschen müssen wegen der Explosivmittel einen Kilometer Sicherheitsabstand zum Brand halten. Immer wieder kam es während der Löscharbeiten zu unkontrollierten Detonationen.

## Verlauf

### Erstes kleineres Feuer und Ausbruch des Brandes
Bereits am 25. Juni 2019 rückte die örtliche Freiwillige Feuerwehr zur Bekämpfung eines kleineren Feuers aus, ebenso am 28. Juni. Wenig später brach fast zeitgleich an drei Stellen ein Feuer aus.
In der Nacht vom 30. Juni auf den 1. Juli wurden die drei naheliegenden Ortschaften Alt Jabel, Jessenitz-Werk und Trebs mit insgesamt 650 Einwohnern sowie ein Schüler-Ferienlager vorsorglich evakuiert, später auch das Dorf Volzrade. Um die Ortschaften vor einem Übergreifen des Feuers zu schützen, richtete die Feuerwehr eine sogenannte Riegelstellung ein. In Alt Jabel wurde zur Gewinnung von Löschwasser das Schwimmbecken eines Freibades leer gepumpt.
Am 1. Juli 2019 standen tagsüber bereits 430 Hektar Wald in Flammen. Am Abend wurde trotz massiven Löscheinsätzen eine Ausbreitung der brennenden Fläche auf 470 ha gemeldet. Das Feuer breitete sich durch starke und häufig drehende Winde sehr schnell aus. Bei dem Brand handelt es sich vorwiegend um Bodenfeuer. An diesem Tag rief Landrat Stefan Sternberg (SPD) den Katastrophenfall aus. Am Nachmittag wurde in der Schweriner Landesregierung der Interministerielle Führungsstab (ImFüSt) einberufen.
Der durch den Brand entstehende Rauch war weiträumig wahrzunehmen. Wegen der Rauchentwicklung rief die brandenburgische Regionalleitstelle Nordwest mittels einer amtlichen Gefahrenmitteilung für Potsdam, Brandenburg an der Havel und die Landkreise Barnim, Havelland, Oberhavel, Ostprignitz-Ruppin, Potsdam-Mittelmark und Prignitz dazu auf, Fenster und Türen geschlossen zu halten. Wahrnehmbar war der beißende Geruch des Feuers am 1. Juli auch bis nach Berlin, Leipzig, Chemnitz und Dresden. In allen Städten gingen zahlreiche Anrufe wegen des Rauchs bei den Leitstellen ein.

### 2. Juli

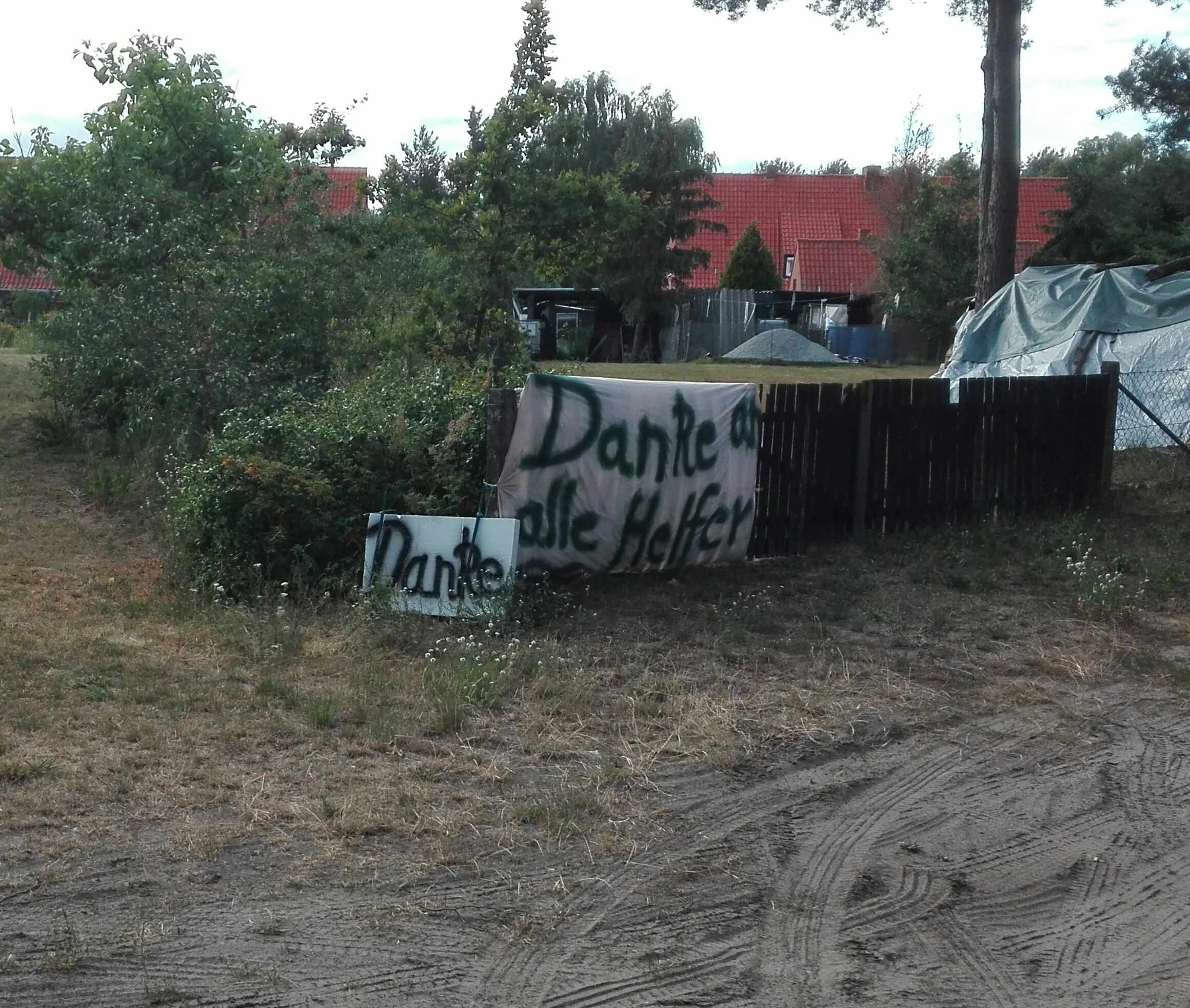
Dank der örtlichen Bevölkerung an die Helfer

Am Abend des 2. Juli weitete sich die Brandfläche weiter aus; zu jenem Zeitpunkt wurde sie mit 1200 ha angegeben. Die bedrohten Dörfer waren laut Landrat vor dem Feuer gesichert worden. Die Kräfte sollten nun laut Einsatzstab mit schwerem Gerät zur aktiven Brandbekämpfung übergehen. Die Bundeswehr stellte Räum- und Bergepanzer, um dort Schneisen zu schlagen und Feuerwehrleuten einen sicheren Zugang zu den munitionsverseuchten Flächen zu ermöglichen. Die Anzahl der eingesetzten Löschhubschrauber von Bundespolizei und Bundeswehr stieg an diesem Tag auf acht; Wasserwerfer der Polizei aus allen norddeutschen Bundesländern fuhren an. Die Entnahme von Löschwasser erfolgte aus dem Schaalsee und dem Waldbad Probst Jesar. Ministerpräsidentin Manuela Schwesig (SPD) besuchte am Abend den Krisenstab des Kreises.
Die Brandbekämpfung erfolgte in vier Schichten, wobei pro Schicht ca. 750 Personen zum Einsatz kamen.

### 3. Juli
Ab den frühen Morgenstunden räumten Bergepanzer der Bundeswehr Schneisen in den Wald. Dadurch wurde es der Feuerwehr ermöglicht, näher an die Brandherde vorzurücken. Am Morgen hatten die Einsatzkräfte das Feuer laut Landrat Stefan Sternberg (SPD) „im Griff“ und „von allen Seiten komplett eingekesselt“.

## Ursache

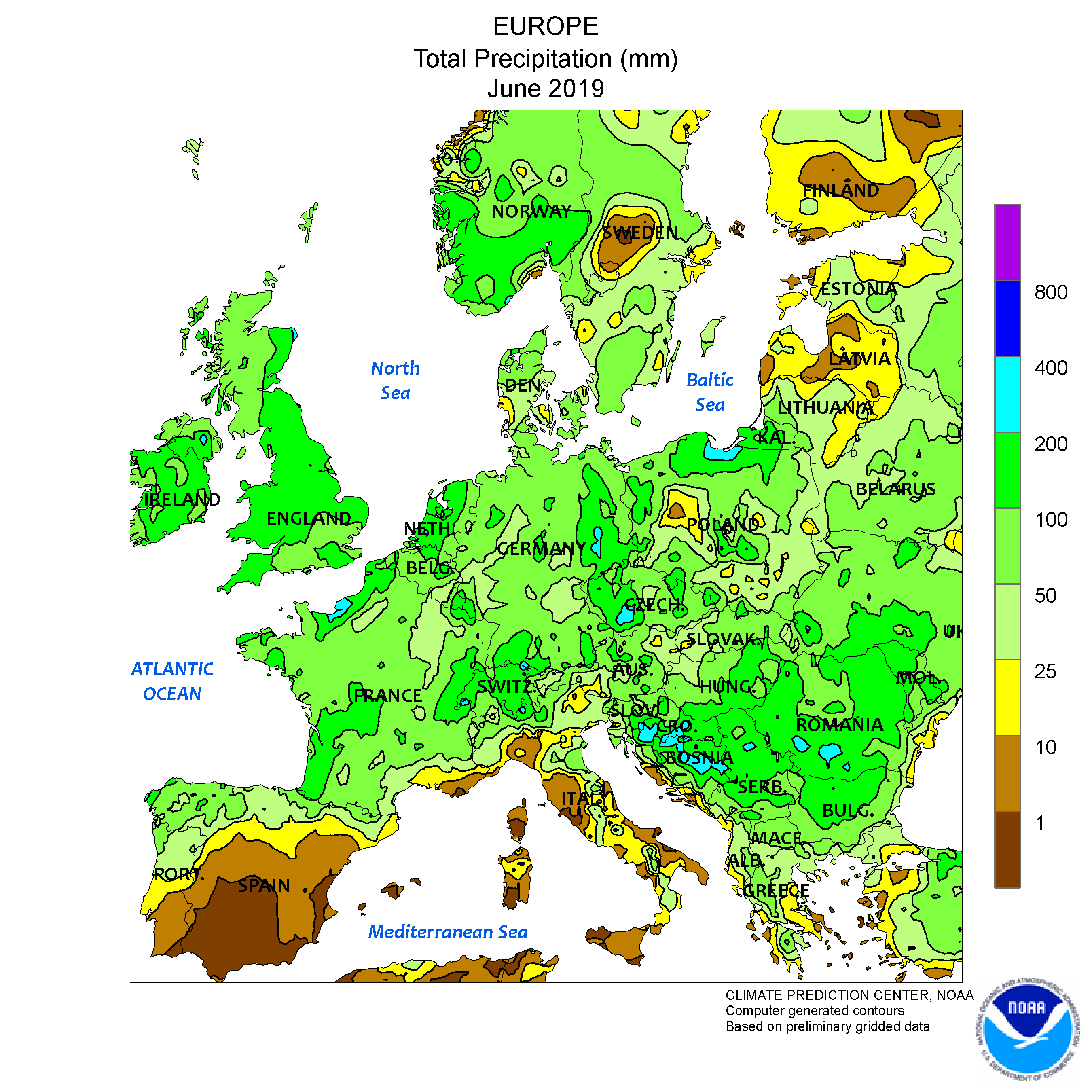
Gesamtniederschlag Europa Juni 2019 (CPC-NWS-NOAA)

Ausgangslage war nach der Dürre und Hitze in Europa 2018 ein Regendefizit, das auch durch die leicht überdurchschnittlichen Niederschlagsmengen in den Monaten Januar und März 2019 nicht ausgeglichen werden konnte. Die Hitzewelle in Europa im Juni 2019 trug zusammen mit zu geringem Niederschlag zur Verschärfung der Situation bei. Der Waldbrandgefahrenindex des Deutschen Wetterdienstes stieg unter anderem in Mecklenburg-Vorpommern auf die höchste Stufe 5.
Da kurz nach Ausbruch des Feuers drei Brandstellen ausfindig gemacht wurden, galt Brandstiftung anfänglich als die wahrscheinlichste Ursache. Nach Abschluss der Ermittlungen konnte Brandstiftung nahezu ausgeschlossen werden. Vielmehr habe sich ein kleinerer Brand vom 25. Juni 2019, der aufgrund der Munitionsbelastung des Bodens nicht vollständig bekämpft werden konnte, durch die anhaltende Trockenheit wieder ausgebreitet.
Aufgrund der vorliegenden Kampfmittelbelastung konnte die Ausbreitung des Brandes nicht in einem früheren Stadium eingedämmt werden, da anderenfalls die Einsatzkräfte durch Unterschreiten der Sicherheitsabstände einer zu großen Gefährdung ausgesetzt gewesen wären.

## Reaktionen
Am zweiten Tag des Brandes forderte Landwirtschaftsminister Till Backhaus (SPD) Unterstützung von der Bundesregierung. „Wir brauchen Taktik und Technologie“, ansonsten sei Mecklenburg-Vorpommern nicht in der Lage, ein Feuer dieses Ausmaßes unter Kontrolle zu bringen. Auch die Verantwortung des Bundes für die Zukunft seiner hochbelasteten Liegenschaft wurde eingefordert.
Der Innenminister legte das 50 Mio. Euro schwere Programm „Zukunftsfähige Feuerwehren“ auf. Der Bund stellte Geld zur beschleunigten Kampfmittelräumung der in seinem Eigentum stehenden Flächen zur Verfügung. Der Munitionsbergungsdienst des Landes geht davon aus, dass die Beräumung von als kampfmittelbelastet geltenden Flächen um Ortschaften herum mehrere Jahre mehr als ein halbes Jahrhundert dauern wird.
Am 27. August 2019 wurde durch einen gemeinsamen Erlass der Ministerpräsidentin Manuela Schwesig und des Ministers für Inneres und Europa Lorenz Caffier die Dankesmedaille für Helferinnen und Helfer anlässlich des Waldbrandes 2019 gestiftet.